# Ritsem

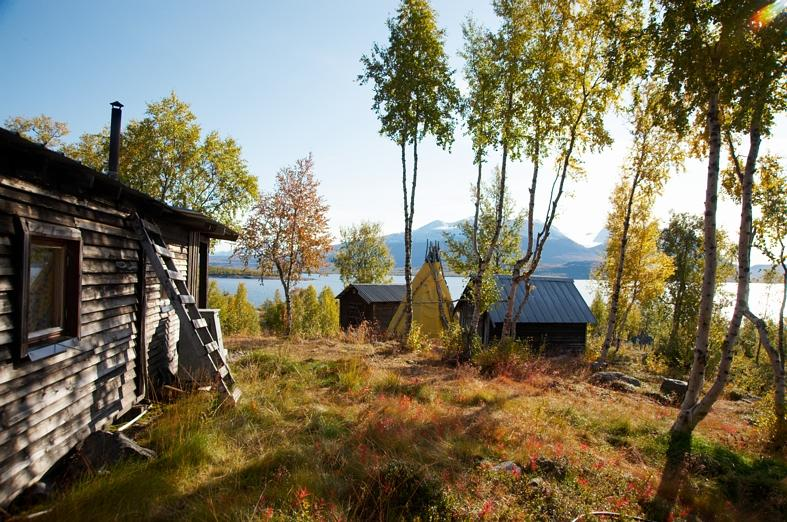
Ritsem

Ritsem ist eine Fjällstation in der nordschwedischen Provinz Norrbottens län und der historischen Provinz Lappland.

## Beschreibung
Die Station mit einem alten Wasserkraftwerk liegt am Stausee Akkajaure, direkt gegenüber dem Akka-Massiv in der Gemeinde Gällivare. In Ritsem gibt es eine Jugendherberge und einen ganzjährig nutzbaren Zeltplatz. Von hier aus lassen sich viele Wanderer mit einem Boot auf die andere Uferseite des Akkajaure bringen. Ritsem liegt am Nationalpark Stora Sjöfallet, durch den Wanderer auf dem Padjelantaleden nach einer Tagesetappe in Kisuris den Nationalpark Padjelanta erreichen können. Zusammen mit dem Nationalpark Sarek stellt diese Region das größte zusammenhängende Naturschutzgebiet Europas dar. Alle drei Parks gehören zum UNESCO-Welterbe Laponia. Eine beliebte Wanderstrecke ist der Padjelantaleden von Ritsem/Anönjalme über Staloluokta nach Kvikkjokk, für den man rund elf Tage einplanen sollte. Die nächstgrößeren Orte sind Jokkmokk und Gällivare.

## Verkehr
Von Gällivare fährt saisonal täglich ein Linienbus nach Ritsem.
Von Ende Juni bis Mitte September fährt dreimal täglich (morgens, mittags und abends) eine Fähre über den Akkajaure zur Samensiedlung Änonjalme (morgens und abends zusätzlich Vaisaluokta) und zurück. Die Fährzeiten sind mit dem Busfahrplan abgestimmt.